# Jimmy McGrory
James Edward McGrory (26. dubna 1904 – 20. října 1982) byl skotský fotbalista a trenér, v obou rolích spjatý především se Celticem. Je nejlepším střelcem v historii klubu i celé skotské ligy. V lize dal 408 gólů v 408 zápasech, čili přesně gól na zápas.

## Hráčské statistiky
| Klub      | Sezona   | Liga | Liga | Pohár | Pohár | Glasgow Cup | Glasgow Cup | Glasgow Charity Cup | Glasgow Charity Cup | Celkem | Celkem |
| Klub      | Sezona   | Záp. | Góly | Záp.  | Góly  | Záp.        | Góly        | Záp.                | Góly                | Záp.   | Góly   |
| --------- | -------- | ---- | ---- | ----- | ----- | ----------- | ----------- | ------------------- | ------------------- | ------ | ------ |
| Celtic    | 1922–23  | 3    | 1    | 1     | 0     | 0           | 0           | 0                   | 0                   | 4      | 1      |
| Clydebank | 1923–24* | 30   | 13   | 3     | 3     | 0           | 0           | 0                   | 0                   | 33     | 16     |
| Celtic    | 1923–24* | 0    | 0    | 0     | 0     | 0           | 0           | 2                   | 1                   | 2      | 1      |
| Celtic    | 1924–25  | 25   | 17   | 8     | 11    | 2           | 2           | 1                   | 0                   | 36     | 30     |
| Celtic    | 1925–26  | 37   | 35   | 6     | 6     | 6           | 6           | 3                   | 2                   | 52     | 49     |
| Celtic    | 1926–27  | 33   | 48   | 6     | 9     | 2           | 2           | 0                   | 0                   | 41     | 59     |
| Celtic    | 1927–28  | 36   | 47   | 6     | 6     | 3           | 9           | 1                   | 0                   | 46     | 62     |
| Celtic    | 1928–29  | 21   | 21   | 6     | 10    | 4           | 3           | 3                   | 8                   | 34     | 42     |
| Celtic    | 1929–30  | 26   | 32   | 3     | 4     | 5           | 4           | 1                   | 1                   | 35     | 41     |
| Celtic    | 1930–31  | 29   | 36   | 6     | 8     | 2           | 1           | 1                   | 2                   | 38     | 47     |
| Celtic    | 1931–32  | 22   | 28   | 1     | 0     | 3           | 2           | 2                   | 0                   | 28     | 30     |
| Celtic    | 1932–33  | 25   | 22   | 8     | 8     | 3           | 2           | 2                   | 3                   | 38     | 35     |
| Celtic    | 1933–34  | 27   | 17   | 3     | 1     | 1           | 1           | 0                   | 0                   | 31     | 19     |
| Celtic    | 1934–35  | 27   | 18   | 4     | 2     | 1           | 0           | 1                   | 1                   | 33     | 21     |
| Celtic    | 1935–36  | 32   | 50   | 1     | 0     | 2           | 0           | 2                   | 1                   | 37     | 51     |
| Celtic    | 1936–37  | 25   | 18   | 8     | 9     | 0           | 0           | 0                   | 0                   | 35     | 28     |
| Celtic    | 1937–38  | 10   | 5    | 0     | 0     | 1           | 1           | 0                   | 0                   | 11     | 6      |
| Celkem    | Celkem   | 408  | 408  | 70    | 77    | 35          | 33          | 21                  | 20                  | 534    | 538    |

 * – McGrory byl na hostování v Clydebank FC v sezoně 1923–24, ale vrátil se do Celticu na konci sezony, aby hrál v Glasgow Charity Cupu.

## Úspěchy

### Hráč
Celtic FC
- Scottish League Division One
  - Vítěz: 1925–26, 1935–36, 1937–38 (3)
  - 2. místo: 1927–28, 1928–29, 1930–31, 1934–35 (4)
- Scottish Cup
  - Vítěz: 1924–25, 1926–27, 1930–31, 1932–33, 1936–37 (5)
  - Finalista: 1925–26, 1927–28 (2)

### Trenér
Kilmarnock FC
- Scottish Cup
  - Finalista (1): 1937–38

Celtic FC
- Scottish League Division One
  - Vítěz (1): 1953–54
  - 2. místo (1): 1954–55
- Scottish Cup
  - Vítěz (2): 1950–51, 1953–54
  - Finalista (4): 1954–55, 1955–56, 1960–61, 1962–63
- Scottish League Cup
  - Vítěz (2): 1956–57, 1957–58
  - Finalista (1): 1964–65
- Coronation Cup: 1953